# Албания в Османската империя
Албания в Османската империя се отнася за балканските адриатическо-йонийски крайбрежни територии във владение на Османската империя.
Хронологично това е периодът от 1385 до 1912 г., започнал след битката при Балши и завършил със създаването на независима Албания по време на балканските войни.
Идея за албанска суверенност преди формирането на първата призренска лига няма.  Ето защо, понятието е изцяло историко-географско и включва най-общо крайбрежните земи до т.нар. албански планини - от Улцин до Превеза.
Последните градове които падат под османска власт на тази територия са Шкодра в 1479 г. и Дуръс в 1501 г.